# Équipe d'Afrique du Sud masculine de volley-ball
Cet article traite de l'équipe masculine. Pour l'équipe féminine, voir Équipe d'Afrique du Sud féminine de volley-ball.
 (juillet 2025).
L'équipe d'Afrique du Sud de volley-ball est composée des meilleurs joueurs sud-africains sélectionnés par la Volleyball South Africa (VSA). Elle figure au 93e rang dans le classement de la Fédération internationale de volley-ball au 1er octobre 2018.

## Sélection actuelle
Sélection pour les qualifications au championnat du monde 2010.
Entraîneur : H. El Wassimy ; entraîneur-adjoint : L. Groenewald

## Palmarès et parcours

### Palmarès
- Championnat d'Afrique
  - Troisième : 2001

### Parcours

#### Jeux Olympiques
N'a jamais participé.

#### Championnats du monde
N'a jamais participé.

#### Ligue mondiale
N'a jamais participé.

#### Coupe du monde
N'a jamais participé.

#### World Grand Champions Cup
N'a jamais participé.

#### Championnat d'Afrique
| - 1967 : non participant - 1971 : non participant - 1976 : non participant - 1979 : non participant - 1983 : non participant - 1987 : non participant - 1989 : non participant | - 1991 : non participant - 1993 : 8e - 1995 : non participant - 1997 : 7e - 1999 : non participant - 2001 : 3e - 2003 : 7e | - 2005 : 8e - 2007 : 4e - 2009 : 7e - 2011 : 7e - 2013 : non participant - 2015 : non participant - 2017 : non participant |